# Tadeusz Kanigowski
Tadeusz Kanigowski (ur. 13 lutego 1894 w majątku Sokołów – powiat Końskie, zm. 13 lipca 1944 w Sokołowie-Zalesiu) – porucznik Wojska Polskiego w II Rzeczypospolitej, kawaler Krzyża Srebrnego Orderu Virtuti Militari.

## Życiorys
Był synem obywatela ziemskiego Tymoteusza Kanigowskiego z Kanigowa herbu Lis (ur. 24 marca 1847 r., zm. w 1912 r.) i Walentyny z domu Kowalkowskiej (ur. 25 stycznia 1864 r., zm. 5 listopada 1919 r.). Miał troje rodzeństwa – brata Adama (1887–1944) oraz siostry: Marię i Halinę.
Ukończył szkołę handlową w Kielcach i tam też zdał egzamin maturalny. Następnie studiował we Fryburgu na tamtejszym uniwersytecie. Od początku kwietnia 1915 r. do końca lutego 1917 roku służył w armii rosyjskiej i uczestniczył w walkach z Niemcami. W dniu 1 października 1915 r. został mianowany na stopień chorążego. Na początku kwietnia 1918 roku wstąpił do I Korpusu Polskiego pod dowództwem gen. Dowbor-Muśnickiego, w którym służył do początkowych dni lipca tegoż roku.
Do odrodzonego Wojska Polskiego został wcielony, w randze podporucznika, w dniu 8 lutego 1919 r. i skierowany do rezerwy oficerskiej w Warszawie. Następnie otrzymał przydział do kompanii zapasowej saperów nr 1. Wziął udział w wojnie polsko-bolszewickiej – przebywał na froncie od dnia 20 marca 1919 r. do dnia 21 grudnia roku następnego. Walczył w szeregach 3 kompanii I Batalionu Saperów i 2 kompanii VIII Batalionu Saperów. Wyróżnił się w dniu 11 lipca 1920 r., kiedy to wykonał rozkaz zniszczenia, pod huraganowym ogniem artylerii i ckm-ów wroga, mostu na Ikwie. Za wykazane wówczas męstwo odznaczony został Krzyżem Srebrnym Orderu Virtuti Militari. Nadanie to zostało następnie potwierdzone dekretem Wodza Naczelnego marszałka Józefa Piłsudskiego L.13884.VM z 4 sierpnia 1922 roku (opublikowanym w Dzienniku Personalnym Ministerstwa Spraw Wojskowych Nr 41 z dnia 27 października 1922 r.).
Po zakończeniu wojny skierowany został do kompanii zapasowej saperów nr 1, a pod koniec stycznia 1921 roku urlopowany bezterminowo, po czym przeniesiony do rezerwy. Na początku lutego tego roku został zweryfikowany w stopniu porucznika rezerwy, ze starszeństwem z dniem 1 czerwca 1919 roku. Otrzymał wówczas przydział mobilizacyjny do 1 pułku saperów. Rozpoczął studia na Wydziale Ogrodniczym Szkoły Głównej Gospodarstwa Wiejskiego w Warszawie. W roku 1934 zajmował 183. lokatę wśród poruczników rezerwy korpusu oficerów inżynierii i saperów. Znajdował się wówczas w ewidencji PKU Końskie i pozostawał oficerem rezerwy 7 batalionu saperów. W dwudziestoleciu międzywojennym oraz w okresie okupacji mieszkał i gospodarował w swym majątku ziemskim w Sokołowie-Zalesiu. Tam też zmarł i pochowany został na cmentarzu parafialnym w Końskich. Spoczywa w grobie razem ze swoimi rodzicami (sektor: E2, rząd: A, grób: 1).
Tadeusz Kanigowski nie zdążył założyć rodziny.

## Ordery i odznaczenia
- Krzyż Srebrny Orderu Virtuti Militari (nr 8180)[6]